# Jozef Bojko

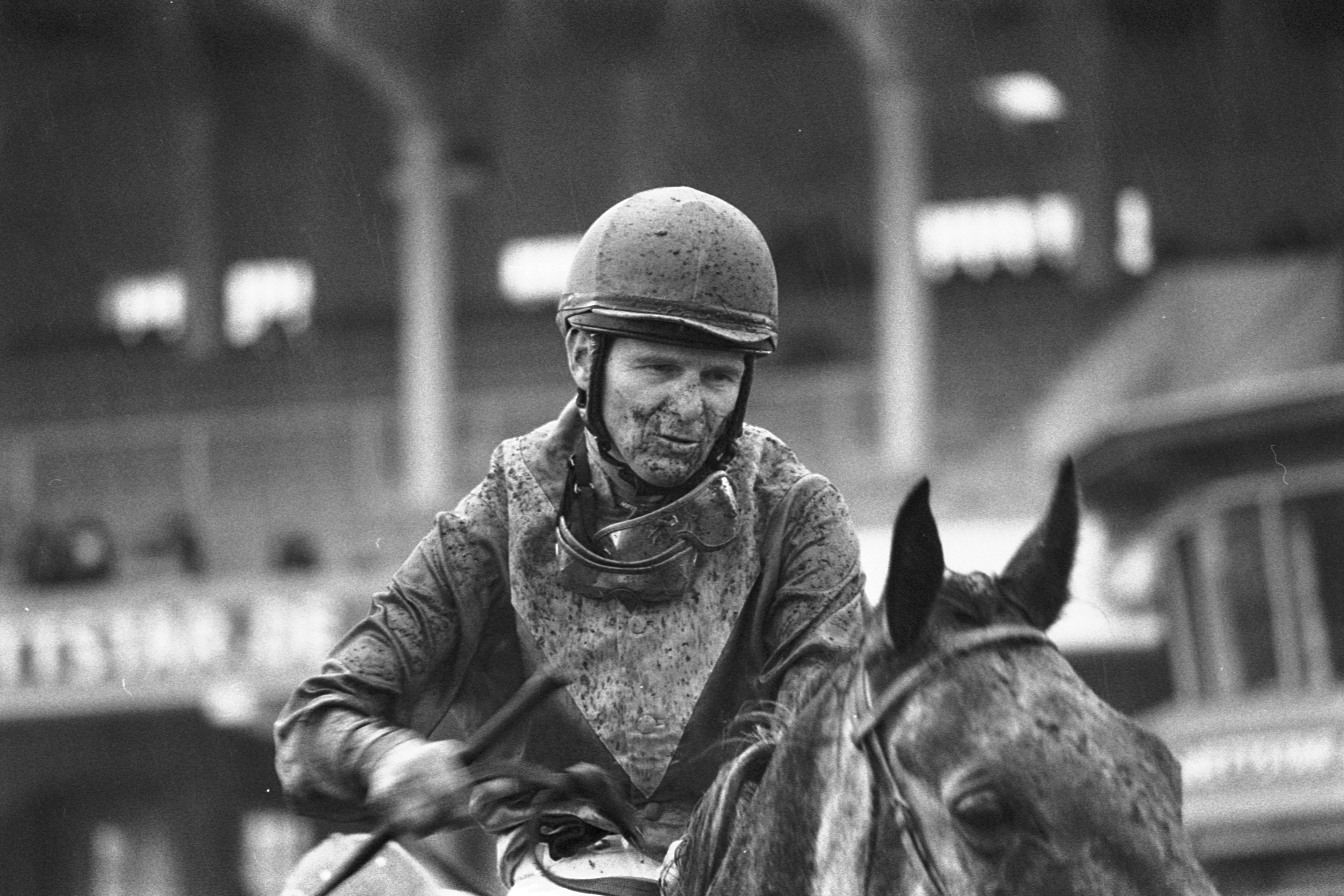
Josef Bojko auf der Galopprennbahn in Hamburg-Horn im Juni 2021

Jozef Bojko (* 27. März 1971 in Bratislava) ist ein slowakischer Jockey im Galoppsport, der vorwiegend in Deutschland reitet und 2011 das Deutsche Derby gewann.

## Ausbildung
Bojko wurde in der Slowakei zum Jockey ausgebildet. Er ist seit 1993 in Deutschland aktiv.

## Jockey
Nach mehreren Jahren als Jockey wurde Bojko zweiter Stalljockey im Rennstall von Andreas Wöhler. Seinen ersten Sieg in einem Gruppenrennen konnte Bojko sich am 25. Oktober 2009 in Baden-Baden beim Preis der Winterkönigin auf Neon Light erreiten. Sein größter Erfolg war der Sieg 2011 im Deutschen Derby auf Waldpark. Seine beste Platzierung beim deutschen Jockey-Championat erreichte er 2001 mit einem zweiten Platz hinter Andrasch Starke. Während seiner Karriere wurde er mehrfach bei Gewichtsmanipulationen erwischt. 2008 erlitt er einen schweren Sturz in Hamburg, feierte aber 2009 ein Comeback. Am 23. November 2013 überschritt er bei einem Renntag in Krefeld die magische Marke von 1000 Siegen.
Im Februar 2022 wurde sein Siegritt auf Arnis Master für die Besitzergemeinschaft Stall 100 Galoppsportfreunde im BBAG Kölner Auktionsrennen am 31. Juli 2021 von den Lesern der Sport-Welt, galopponline.de und des Magazins Vollblut zum Ritt des Jahres gekürt.